# La Dernière Licorne (Michel Bussi)
Pour les articles homonymes, voir La Dernière Licorne (roman) et La Dernière Licorne (film).
La Dernière Licorne est un roman de Michel Bussi paru en 2017 sous le pseudonyme de Tobby Rolland aux Presses de la Cité. Une nouvelle édition est parue en 2019 en livre de poche titré Tout ce qui est sur terre doit périr signé Michel Bussi.

## Intrigue
Dans l'enfer de la bibliothèque du Vatican, un homme, Zak, s'est introduit pour photographier un ouvrage, le Livre d'Enoch. À Bordeaux, il pénètre dans le musée d'Aquitaine pour s'emparer d'un fragment de l'arche de Noé. Deux vigiles sont tués par des inconnus qui pensaient devancer Zak. Un rapport est volé à la bibliothèque de Kaliningrad. À l'université de Toulouse Zak recherche une étude concernant le mont Ararat réalisée dans un laboratoire spécialisé. D'autres vols suivis de l'élimination des témoins ont lieu ailleurs dans le monde en relation avec l'arche et le mont Ararat,.Le président du Parlement mondial des religion se préoccupe de ces évènements.

## Personnage principaux
- Zak Ikabi : chercheur passionné par l'arche de Noé
- Cécile Serval : glaciologue au DIRS (université de Toulouse)
- Arsène Parella : fondateur et directeur du DIRS
- Viorel  Hunor : président du Parlement mondial des religions
- Cortés : chef d'une mafia azérie
- Victor Peyre : adversaire de la mafia

## Lieux
- Cathédrale Sainte-Etchmiadzine en Arménie
- Bibliothèque du Vatican
- Université russe d'État Emmanuel-Kant à Kaliningrad
- Musée d'Aquitaine à Bordeaux
- Université du Mirail à Toulouse
- Parlement mondial des religion à Melbourne
- Moulin de Nouara à Ambert
- Île de Ma Wan à Hong Kong
- Igdir en Turquie
- Palais d'Ishak Pacha au Nakhitchevan
- Cathédrale de Monreale en Sicile
- Dogubayazit et le Grand Ararat en Turquie

## Éditions
La Dernière Licorne avec pour auteur Tobby Rolland est parue aux Presse de la Cité en 2017. L'édition de poche, Pocket parue en 2019, dont l'auteur est Michel Bussi, a pour titre Tout ce qui est sur terre doit périr.